# Encentrum alpinum
Encentrum alpinum är en hjuldjursart som beskrevs av Jersabek 1999. Encentrum alpinum ingår i släktet Encentrum och familjen Dicranophoridae. Inga underarter finns listade i Catalogue of Life.